# جرينا بارك
جرينا بارك (هانغل: 박그리나) هي ممثلة كورية جنوبية، ولدت في 8 يناير 1985 في كوريا الجنوبية.

## وصلات خارجية
- جرينا بارك على موقع IMDb (الإنجليزية)
- جرينا بارك على موقع قاعدة بيانات الفيلم (الإنجليزية)
- جرينا بارك على موقع كينوبويسك (الروسية)